# Miss Tocantins BE Emotion 2016
Miss Tocantins BE Emotion 2016 foi a 25ª edição do concurso de beleza de Miss Tocantins BE Emotion, válido para a disputa nacional de Miss Brasil BE Emotion 2016. O evento deste ano contou com a participação de apenas quatro (4) candidatas representando alguns municípios tocantinenses. Karla Sucupira, detentora do título no ano anterior, não passou a faixa e a coroa para a vitoriosa no final da seletiva. Vale salientar que não há uma coordenação específica no Estado, coube temporariamente ao coordenador do Miss Distrito Federal, Clóves Nunes, realizar os processos de inscrição e organização da seletiva no local.

## Resultado

### Colocação
| Posição   | Município & Candidata      |
| Vencedora | - Dueré - Jaqueline Verrel |

## Candidatas
Disputaram o título este ano: 
- Dueré - Jaqueline Verrel

- Gurupi - Aline Soares

- Palmas - Natália Silva

- Peixe - Elba Dayanne

## Histórico
A participação das candidatas em concursos:

### Nacional
Miss Brasil
- 2011: Dueré - Jaqueline Verrel [4]
  - (Representando o Estado do Tocantins em São Paulo, SP)

Miss Mundo Brasil
- 2015: Dueré - Jaqueline Verrel [5]
  - (Representando o Estado do Tocantins em Florianópolis, SC)